# Liste der Bodendenkmäler in Perach
Auf dieser Seite sind die Bodendenkmäler in der oberbayerischen Gemeinde Perach zusammengestellt. Diese Tabelle ist eine Teilliste der Liste der Bodendenkmäler in Bayern. Grundlage ist die Bayerische Denkmalliste, die auf Basis des Bayerischen Denkmalschutzgesetzes vom 1. Oktober 1973 erstmals erstellt wurde und seither durch das Bayerische Landesamt für Denkmalpflege geführt wird. Die folgenden Angaben ersetzen nicht die rechtsverbindliche Auskunft der Denkmalschutzbehörde.

## Bodendenkmäler der Gemeinde

### Bodendenkmäler in der Gemarkung Perach
| Lage                           | Objekt | Akten-Nr.     | Bild                                                      |
| ------------------------------ | --- | ------------- | --------------------------------------------------------- |
| Perach (Standort)              | Körpergräber des frühen Mittelalters sowie abgegangene Kirche des Mittelalters und der frühen Neuzeit (St. Michael in Westerndorf) mit angebautem Herrenhaus. Siehe auch: Körpergrab, Mittelalter, Neuzeit | D-1-7742-0037 |                                                           |
| Perach (Standort)              | Burgstall des hohen Mittelalters. Siehe auch: Burgstall | D-1-7742-0038 |                                                           |
| Perach (Standort)              | Burgstall des hohen und späten Mittelalters (Burg Tachenberg). | D-1-7742-0039 |                                                           |
| Perach (Standort)              | Abschnittsbefestigung des frühen oder hohen Mittelalters. Siehe auch: Abschnittsbefestigung Schmidhub | D-1-7742-0040 |                                                           |
| Perach (Standort)              | Bestattungsplatz mit Kreisgräben vorgeschichtlicher Zeitstellung. Siehe auch: Kreisgraben | D-1-7742-0072 |                                                           |
| Perach (Standort)              | Abgegangene Kirche und Friedhof des Mittelalters und der frühen Neuzeit. | D-1-7742-0073 |                                                           |
| Perach (Standort)              | Verebnete Grabhügel mit Bestattungen der Hallstattzeit. Siehe auch: Hügelgrab, Hallstattzeit | D-1-7742-0079 |                                                           |
| Perach (Standort)              | Siedlung des Neolithikums und der frühen Bronzezeit. Siehe auch: Neolithikum, Bronzezeit | D-1-7742-0087 |                                                           |
| Perach (Standort)              | Siedlung des Neolithikums. | D-1-7742-0091 |                                                           |
| Perach Kirchgasse 3 (Standort) | Untertägige mittelalterliche und frühneuzeitliche Befunde im Bereich der Katholischen Pfarrkirche St. Maria Himmelfahrt in Perach und ihres Vorgängerbaus.                                                 | D-1-7742-0195 | Untertägige mittelalterliche und frühneuzeitliche Befunde |
| Perach (Standort)              | Pestfriedhof der frühen Neuzeit (1635/49). | D-1-7742-0222 |                                                           |
| Perach (Standort)              | Untertägige mittelalterliche und frühneuzeitliche Befunde im Bereich der Katholischen Filialkirche St. Andreas in Niederperach und ihres Vorgängerbaus.                                                    | D-1-7742-0223 |                                                           |